# Донецькі німці
Німці в Донецькій області

## Історія

### Передісторія
У третьому столітті до Донецьких степів дісталися готи — войовниче германське плем'я, яке почало свій шлях століттям раніше з берегів Балтики. Майже століття вони шукали собі нові землі, які могли б прогодувати їх розрослося плем'я і, нарешті, вибрали собі степи сучасної України. Місцеве населення захоплених земель вони виганяли або підкоряли своїй волі. У наших краях ними в 252—254 роках був захоплений і істотно зруйнований Танаїс. Однак центр їхньої держави розташовувався не в Донбасі, а значно західніше від Придніпров'я до Дунаю. Так що велика частина місцевого населення Донбасу в цей час становили сармати, що залишилися тут з доготських часів і визнали над собою владу загарбників. Такий висновок можна зробити тому, що в наших краях практично немає готських археологічних пам'яток.
У 4 столітті на східних кордонах готського королівства з'явилися гуни Після роздумів йти або чинити опір готи вирішили битися. Деякий час вони чинили опір, але незабаром помер старий Германарих, і це схилило чашу терезів на користь кочівників. Як тільки помер король, підкорені їм росомони і слов'яни повстали і вдарили в спину готам. Однак боротьба зі слов'янами підточили сили готовий, і вони не змогли відбити наступний гунський удар. Остготське королівство було підкорене, а його жителі підкорилися гунам. Вестготи, вирішили не воювати і бігли від кочівників на територію Римської імперії. В обмін на землі для поселення у Фракії вони обіцяли підкорятися римськими законами, визнати імператора своїм правителем і прийняти християнство. До них приєдналися ті остготи, які не бажали жити під владою кочівників.

### Колонізація
Практика заселення донецьких степів німецькомовними колоністами почалася за часів Петра I, втім масовий характер вона придбала завдяки зусиллям імператриці Катерини II, коли акцент був зроблений на створення колоній в придбаних територіях (в Північному Приазов'ї) за рахунок вихідців з німецьких князівств.
Добровільним переселенцям надавалися різноманітні пільги: самоврядування, свобода віросповідання, звільнення від оподаткування на десять років. На заклик Петра I відгукнулися хлібороби з півночі Німеччини, які заснували перші тринадцять колоній. Друга хвиля колонізації степу була пов'язана з діяльністю Катерини II. Нові переселенці утворювали колонії, підросли діти з'їжджали від батьків і теж засновували власні поселення.
У кращі часи на території нинішньої Донецької області налічувалося 654 німецькі колонії.

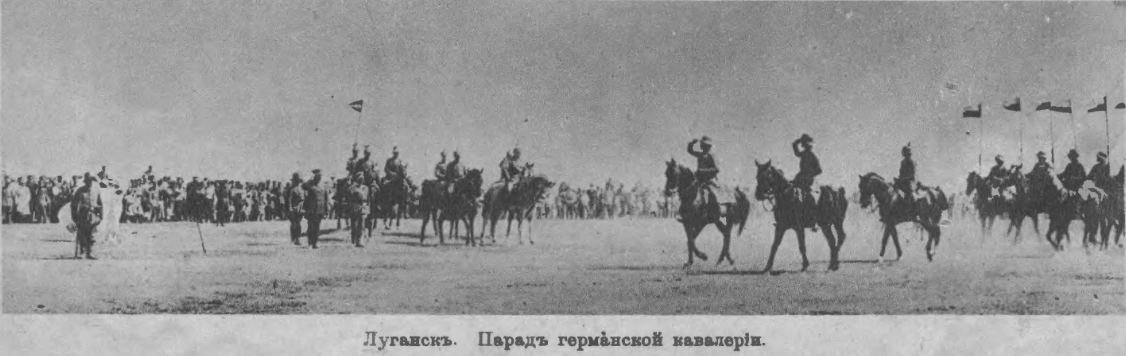
Парад німецької кавалерії в звільненому Луганську 1918 рік.

Етнічний склад округів, які увійшли в Донецьку область станом на 1926 рік населяли 56094 тис. Німців що становило 3 % від населення 3 округів на території яких знаходиться нинішня область.
З 1924 по 1935 рік у Донбасі існувало два німецьких національних району, де діловодство, освіту, випуск газет — все здійснювалося на німецькій мові. Однак з початком другої світової війни населення піддалося масовим репресіям: радянська влада сприймала представників цієї національності як потенційних посібників фашистів. До 1941 року в німецьких селах залишилося менше половини населення — всі були розстріляні або розіслані по посиланнях.
- Люксембурзький район
- Остгеймский район

### Депортація німців Донбасу
22 вересня 1941 вийшов указ про депортацію німців з Сталінської, Ворошиловградської та Запорізької областей в північний Казахстан. З нашої області було виселено близько 65 тисяч чоловік.
Повернутися їм дозволили тільки в 1972 році.

### Післявоєнний час
За даними перепису населення 1989 року, в Донецькій області проживало 6333 тис. Німців.
За даними перепису населення 2001 року, в Донецькій області проживало 4620 тис. Німців.
В даний час в області проживає 12 тис. Німців, які є нащадками колоністів. Близько 20 % володіють німецькою мовою.

## Культура
У Донецькій області діє обласне національно-культурне товариство німців «Wiedergeburt» («Відродження») керівник Олександр Дингес. Міські та районні відділення «Відергебурт» існують в містах Маріуполі, Бахмуті, Мирнограді, Шахтарську, Новоазовську, Горлівці, Костянтинівці, Нікольському, Торезі, Новгородському, Слов'янську.
Головна мета організації полягає в тому, щоб домогтися офіційної реабілітації. У 2000 році за участю донецьких німців був розроблений Проєкт закону про реабілітацію національних меншин, репресованих за етнічною ознакою.
Метою діяльності ДО НКОН «Відергебурт» є сприяння національно-культурному відродженню німецького народу, вивчення і популяризація німецької історії, мови та культури.
В області за підтримки «Відергебурт» було відкрито 9 недільних німецьких шкіл (рр. Донецьк, Маріуполь, Шахтарськ, Слов'янськ, Слов'яногірськ, Димитров, Артемівськ, Торез, Горлівка), де навчається близько 600 чоловік різних вікових категорій.
- «Дойче Квелле» — Донецький обласний центр німецької культури створений 1994 році.
- «Юнге Вельт» — Союз німецької молоді Донецької області створений 1997 році, легалізований 2000.
- «Дойчес Хайм» — Асоціація німецьких підприємців Донецької області створена 1999 році.[3]

## Релігія
У 1995 році в місті Донецьку була створена Лютеранська громада.

## Пам'ятники
- Кладовище німецьких військовополонених, розташоване в селищі шахти «Лідіївка».

## Німецькі колонії
- Нью Йорк / New York
- Кронштадт / Kronstadt[4]
- Фейзенталь
- Феттер
- Фіц
- Фрайфельд
- Фрейденталь
- Фридрихсталь
- Фрідріхсфельд
- Холодна Балка
- Христинівка
- Шенталь
- Шенфельд
- Шостаківка
- Шидлове
- Шультине
- Ебенталь
- Ебенфельд
- Ейгенфельд
- Ейгенфельд
- Юр'ївка
- Ян — Jahn